# Woiwodschaft Stettin (1975–1998)
Die Woiwodschaft Stettin (województwo szczecińskie) aus den Jahren 1975 bis 1998 war eine von 49 polnischen Woiwodschaften, die 1999 im Zuge einer Verwaltungsreform in der heutigen Woiwodschaft Westpommern aufging. Sie umfasste ein Gebiet von 10.000 km², auf dem rund 972.000 Einwohner in 51 Kommunen lebten. Ihre Hauptstadt war das namensgebende Stettin (Szczecin).
Bedeutende Städte waren (Einwohnerzahlen von 1995):
- Stettin (419.300)
- Stargard (73.000)
- Świnoujście (Swinemünde) (43.200)
- Police (Pölitz) (34.500)
- Goleniów (Gollnow) (22.200)
- Gryfino (Greifenhagen) (22.100)

Siehe auch: Woiwodschaft Stettin